# Patroas 35%
Patroas 35% (também chamado de Festa das Patroas 35%) é um álbum de estúdio da cantora e compositora brasileira Marília Mendonça em colaboração com a dupla sertaneja brasileira Maiara & Maraisa, lançado em 14 de outubro de 2021 pela gravadora brasileira Som Livre. Foi o último trabalho lançado por Marília em vida.
O projeto foi gravado durante uma transmissão online, e teve repertório inédito e em parte autoral. Para o álbum, foram lançados dois singles, "Motel Afrodite" e "Não Sei o que Lá", e foi uma continuação do projeto Patroas, colaborativo entre as artistas. Patroas 35% foi indicado à 23ª edição do Grammy Latino na categoria Melhor Álbum de Música Sertaneja.
Patroas 35% foi definido por Marília Mendonça e Maiara & Maraisa como o "trabalho da nossa vida", com o objetivo de render uma turnê em 2022, após a pandemia de COVID-19 no Brasil. No entanto, Marília Mendonça faleceu num acidente aéreo menos de um mês após o lançamento do álbum.

## Antecedentes
Em 2020, Marília Mendonça e Maiara & Maraísa lançaram o álbum Patroas. A obra foi baseada em uma transmissão online, e foi a continuação de uma parceria entre as intérpretes que se estendia a anos. Com os sinais de que a pandemia de COVID-19 começava a dar sinais de melhora no Brasil, Marília resolveu lançar o EP Nosso Amor Envelheceu e, ao mesmo tempo, resolveu produzir uma sequência de Patroas, desta vez com repertório inédito. Em 2021, Maiara & Maraisa também tinham lançado o álbum Incomparável.

## Produção
O álbum Patroas 35% contou com repertório inédito e foi produzido por Eduardo Pepato, parceiro recorrente de Mendonça. Durante uma coletiva de imprensa, Marília explicou o título do álbum: "o número no nome do projeto é para que nossos fãs entendam que a gente vai voltar, que essa turnê vai ser literalmente só 35% da execução desse projeto tão grande e tão esperado por todos, porque vocês merecem mais, e a gente também".

## Lançamento e recepção
Patroas 35% foi dividido em três etapas de lançamento. O álbum, por completo, foi lançado em 14 de outubro de 2021. Dois singles já tinham sido liberados, e a última faixa de trabalho foi "Esqueça-Me Se For Capaz". A obra rendeu o videoclipe "Esqueça-Me Se For Capaz". O vídeo da canção "Fã Clube" foi lançado em 5 de novembro, horas antes de Marília Mendonça morrer.
Para a promoção do álbum, a dupla promoveu uma coletiva de imprensa no Allianz Parque, em São Paulo. Na ocasião, as intérpretes anunciaram que uma turnê seria promovida em 2022, com datas já marcadas em vários locais do Brasil, como Rio de Janeiro, Brasília e Belo Horizonte. No entanto, Com a morte de Marília, os planos não se concretizaram. Na coletiva de imprensa, Marília disse:

Agora é o trabalho da nossa vida. Estamos com tudo em cima. Existem formas e métodos de trabalhar, que as pessoas escolhem. Acho muito legal a live, como se fosse num show, as pessoas vão tirar um tempo das vidas delas para sentir aquela emoção ali com a gente. De uma forma diferente, estamos tendo um contato com o público enquanto a gente grava.
Em 17 de junho de 2022, o álbum passou a ser denominado Festa das Patroas 35%, após a Justiça proibir a utilização do nome "Patroas", por este ser um nome parecido com o da banda "A Patroa". O jornalista e crítico Mauro Ferreira comentou o caso afirmando que "discos deveriam ter os títulos tombados porque, em última instância, são obras de arte e é preciso que sejam preservados como tal. E isso inclui, além do título, a capa. Ter que alterar a capa de um disco em reedições, como já aconteceu diversas vezes por questões jurídicas, é macular parte essencial da obra".

## Prêmios e indicações
| Ano  | Prêmio        | Categoria                        | Resultado | Ref.   |
| ---- | ------------- | -------------------------------- | --------- | ------ |
| 2022 | Grammy Latino | Melhor Álbum de Música Sertaneja | Indicado  | [ 16 ] |

## Lista de faixas
A seguir lista-se as faixas, compositores e durações de cada canção de Patroas 35%:
| N.º            | Título                        | Compositor(es)                                                     | Duração |  |
| 1.             | "Esqueça-Me Se For Capaz"     | Dê Angelo Júnior Gomes Thales Lessa Matheus Santos Renno Poeta     | 2:49    |  |
| 2.             | "Todo Mundo Menos Você"       | Marília Mendonça Maiara Maraisa                                    | 3:26    |  |
| 3.             | "Motel Afrodite"              | Henrique Casttro Elvis Elan Douglas Cezar                          | 2:50    |  |
| 4.             | "Não Sei o que Lá"            | Angelo Rodrigo Nu12 Lessa Kaique e Felipe                          | 2:49    |  |
| 5.             | "Presepada"                   | Mendonça Maraisa                                                   | 3:16    |  |
| 6.             | "Para de Me Chamar pra Trair" | Flavinho Tinto Douglas Melo Nando Max Elcio di Carvalho Jr. Pepato | 3:27    |  |
| 7.             | "Fã Clube"                    | Rafaela Miranda Kito Isabella Resende Gustavo Martins              | 2:51    |  |
| 8.             | "Você não Manda em Mim"       | Dom Vittor Ikaro João Gustavo Dias Matheus Araujo Rodrigo          | 2:29    |  |
| 9.             | "Eu Não Vou Namorar"          | Diego Silveira Heitor Ramos Pepato Lari Ferreira                   | 2:51    |  |
| Duração total: | Duração total:                | Duração total:                                                     | 29:51   |  |